# Jan Van der Roost
Jan Van der Roost (Duffel, 1º marzo 1956) è un compositore belga.

## Biografia
Ha studiato trombone, storia della musica ed educazione musicale al Lemmensinstituut in Lovanio (Belgio) per proseguire gli studi al Royal Conservatoires di Gand e Anversa, dove si è laureato come compositore e direttore d'orchestra.

## Vita professionale
Attualmente insegna al Lemmensinstituut a Lovanio (Belgio), è professore ospite speciale al "Shobi Institute of Music" di Tokyo, insegnante ospite alla "Nagoya University of Art" e professore visitatore al Senzoku Gakuen di Kawasaki (Giappone). Oltre ad essere un prolifico compositore, è molto richiesto come membro di giuria, conferenziere, insegnante in masterclass e direttore ospite: le sue crescenti attività musicali l'hanno portato a viaggiare in oltre 40 paesi di 4 continenti diversi, mentre le sue composizioni sono eseguite e registrate in tutto il mondo.

## Pubblicazioni
Nel 2001 pubblicò il suo primo CD per la "EMI Classics", contenente 4 delle sue composizioni per orchestra da camera, mentre l'Orchestra Sinfonica della Radio Slovacca (Bratislava) registrò 3 sue composizioni nello stesso periodo, pubblicate poi nel 2003 dall'etichetta tedesca "Valve-Hearts". Nel 2004 la casa "PHAEDRA RECORDS" pubblicò un altro CD "Classico" contenente esclusivamente di sue composizioni, contenente concerti soli per tromba, chitarra e corno.

## Composizioni
La lista dei suoi lavori mostra una estesa varietà di generi e stili, comprendendo per esempio 2 oratori, una sinfonia e alcune piccole composizioni per orchestra sinfonica, un concerto per chitarra (dedicato a Joaquín Rodrigo), un concerto per tromba ed orchestra d'archi (dedicata a e commissionata dal virtuoso norvegese Ole Edvard Antonsen), un doppio concerto per 2 clarinetti ed orchestra d'archi (dedicato a Walter e Anne Boeykens), un ciclo di Lieder ("canzoni" o "Romanze") per baritono e orchestra da camera, lavori per archi o orchestra da camera, musica da camera, numerose composizioni per ottoni ed orchestra di fiati (inclusa una sinfonia in 3 movimenti per orchestra di fiati allargata), musica corale, soli strumentali ecc…
Molte di queste composizioni sono state trasmesse su radio e televisioni in diversi paesi e sono state registrate si CD da illustri musicisti in tutto il mondo. Jan Van der Roost compone esclusivamente per lavori commissionati, ad oggi provenienti da differenti paesi come Belgio, Paesi Bassi, Svizzera, Italia, gli USA, Giappone, Spagna, Francia, Singapore, Austria, Canada, Norvegia, Germania, Finlandia, Lussemburgo and Ungheria.